# Iiyama, Nagano
Iiyama (飯山市 Iiyama-shi) là một thành phố thuộc tỉnh Nagano, Nhật Bản.